# لويز براون (مؤرخة)
لويز براون (بالإنجليزية: Louise Brown)‏ هي مؤرخة أمريكية، ولدت في 1878 في بوفالو في الولايات المتحدة، وتوفيت في 1 مايو 1955 في نورفولك في الولايات المتحدة.